# Enterprise (NX-01)
Az Enterprise (NX-01) egy az NX osztályba tartozó kitalált hajó, a Föld első Warp 5-re képes csillaghajója a Star Trek: Enterprise filmsorozatban. Parancsnoka Jonathan Archer kapitány volt. 2151 és 2161 között volt szolgálatban, ezt követően leszerelték. Az NX osztályból alternatív változatok is készültek, három és négy hajtóművel, valamint alul és normál helyen lévő hajtóművel, utóbbi kettő deflektor-tányérral felszerelt központi részt is a hajó aljára kapva.